# La regina dei vampiri
La regina dei vampiri (Vampire Circus) è un film del 1972 diretto da Robert Young.

## Trama
Quindici anni dopo l'assassinio di un conte vampiro, che prima di morire aveva maledetto gli abitanti del villaggio artefici del delitto, un circo di vampiri si ferma nel paese per vendicare il parente deceduto.